# Litsea triplinervia
Litsea triplinervia är en lagerväxtart som först beskrevs av André Joseph Guillaume Henri Kostermans, och fick sitt nu gällande namn av Kostermans. Litsea triplinervia ingår i släktet Litsea och familjen lagerväxter. Inga underarter finns listade i Catalogue of Life.